# Болничка капела (ВМА)
Болничка капела (ВМА) или Параклис Светог Луке, Архиепископа Симферопољског  изграђена је у саставу главног улазног хола Војномедицинске академија у Београду војне здравствена установе и центра за постдипломско школовање медицинског кадра у Србији у Црнотравској 172  у београдском насељу Бањица.

## Назив
Капела је назван Параклис Светог Луке архиепископа Симферопољског, по руском свецу који је у време Стаљина био лекар, хирург, професор и велики проповедник у СССР. 
Краћа биографија светитеља Архиепископа Луке
Архиепископ Лука, у световном животу Валентин Феликсович Војно-Јасенецки, рођен је у Керчи 27. априла 1877. године у породици апотекара. Након што је завршио гимназију одлучио је да треба да се бави само оним што је „корисно за страдалне људе“, изабрао је медицину, а касније свештеничку професију. Био је епископ ташкентски и туркестански, епископ елецки, викарни орловске епархије, архиепископ краснојарски и енисејски, архиепископ тамбовски и мичурински, архиепископ симферопољски и кримски.
Пошто је његово служење пало у совјетско време, било је испуњено многобројним тешкоћама: Светитељ је прошао кроз хапшења, мучења и провео  у прогонству укупно 11 година. Од 1946. па до 1961. године био је надлежни архијереј кримске епархије.
Био је и знаменити руски хирург који је у фебруару 1946. године постао је лауерат Стаљинове награде 1. степена за научну разраду нових хируршких метода лечења гнојних болести и рана.
Као архијереј цео свој живот посветио је служби Богу и људима и својим изузетним подвизима остао да сија и после свог живота као најсветлији пример професионалнизма и духовне постојаности и данашњем нараштају.
Преосвећени Лука упокојио се 11. јуна 1961. године на Дан Свих Светих, који су се прославили у Русији. Сахрањен је на градском гробљу Симферопоља.
Године 1995. је канонизован је у Украјинској Цркви, а 2000. године Архијерејски Сабор Руске православне цркве убројао је архиепископа кримског и симферопољског Луку међу Руске Новомученике и Исповеднике. Када су  18. марта 1996. године пронађени свети остаци архиепископа Луке, они су 20. марта пренешени у Свето-Тројичку саборну цркву Симферопоља.

## Историја
Идеја да се оснује капела у склопу Војномедицинске академија, настале је у време док се у њој лечио  патријарх Павле који је тих дана покренуо иницијативу да се отвори капела.
Након њеног оснивања уз помоћ ктитора привредник Ненада Поповића, капелу је освештао митрополит Амфилохије.
У параклису Светог Луке Симферопољског редовно се служи света Литургија од Лазареве суботе, 11. априла 2009. године, када је прослављена крсна слава тадашњег Патријарха српског Павла, који се налазио на лечењу у Војномедицинској академији.
У параклису се чува икона са моштима Светог Луке Симферопољског, донесена из Русије као дар и благослов Патријарха московског и све Русије Кирила.

## Верски обреди у капели
Након одлуке Министарства одбране Републике Србије од 6. маја 2017. године слава параклиса Светог Луке Симферопољског, која се празнује 29. маја/11., званично се тога дана слави сваке године у Војномедицинској академији.
Остала богослужења и верски обреди који се обављају у  параклису Светог Луке Симферопољског, аналогно Закону о црквама и верским заједницама могу бити стална, повремена и пригодна.
Верску службу у параклису Светог Луке Симферопољског редовно служи свештеник-верски службеник традиционалних цркава и верских заједница, регистрован за обављање ових делатности, на простору Србије, односно свештеници-верски службеници, у Војсци Србије који су професионална војна лица високе стручне спреме у статусу официра Војске Србије. Они обављају богослужбене и остале верске делатности у складу с својим аутономним прописима, а за потребе болесника и запослених војних и цивилних лица на Војномедицинској академији.